# Trigonometopus forficula
Trigonometopus forficula är en tvåvingeart som beskrevs av Shatalkin 1997. Trigonometopus forficula ingår i släktet Trigonometopus och familjen lövflugor. Inga underarter finns listade i Catalogue of Life.